# Sporetus venustus
Sporetus venustus es una especie de escarabajo longicornio del género Sporetus, tribu Acanthocinini, subfamilia Lamiinae. Fue descrita científicamente por Monné en 1998.
La especie se mantiene activa durante el mes de noviembre.

## Descripción
Mide 11-13 milímetros de longitud.

## Distribución
Se distribuye por Brasil.